# Улица Стигу
Улица Сти́гу (латыш. Stigu iela) — улица в Видземском предместье города Риги. Проходит в северо-восточном направлении, соединяя улицы Дзелзавас и Бикерниеку. С другими улицами не пересекается.
На всём протяжении улица Стигу служит границей между микрорайонами Межциемс (левая сторона) и Дрейлини (правая, чётная сторона). Застроена только чётная сторона (производственные и офисные здания; жилой застройки нет).

## История
Улица Стигу была образована в январе 2009 года из обособленного удалённого участка улицы Страуту, основная часть которой находится в Дарзциемсе. Название происходит от слова stiga (с латыш. — «просека»), поскольку левая сторона улицы прилегает к Бикерниекскому лесу.

## Транспорт
Общая длина улицы составляет 1069 метров. На всём протяжении имеет асфальтовое покрытие, две полосы движения. Разрешено движение в обоих направлениях. Средняя ширина проезжей части — 7 метров.
По улице проходит маршрут автобуса № 63, есть одноимённая остановка.